# Original Wagner Pizza

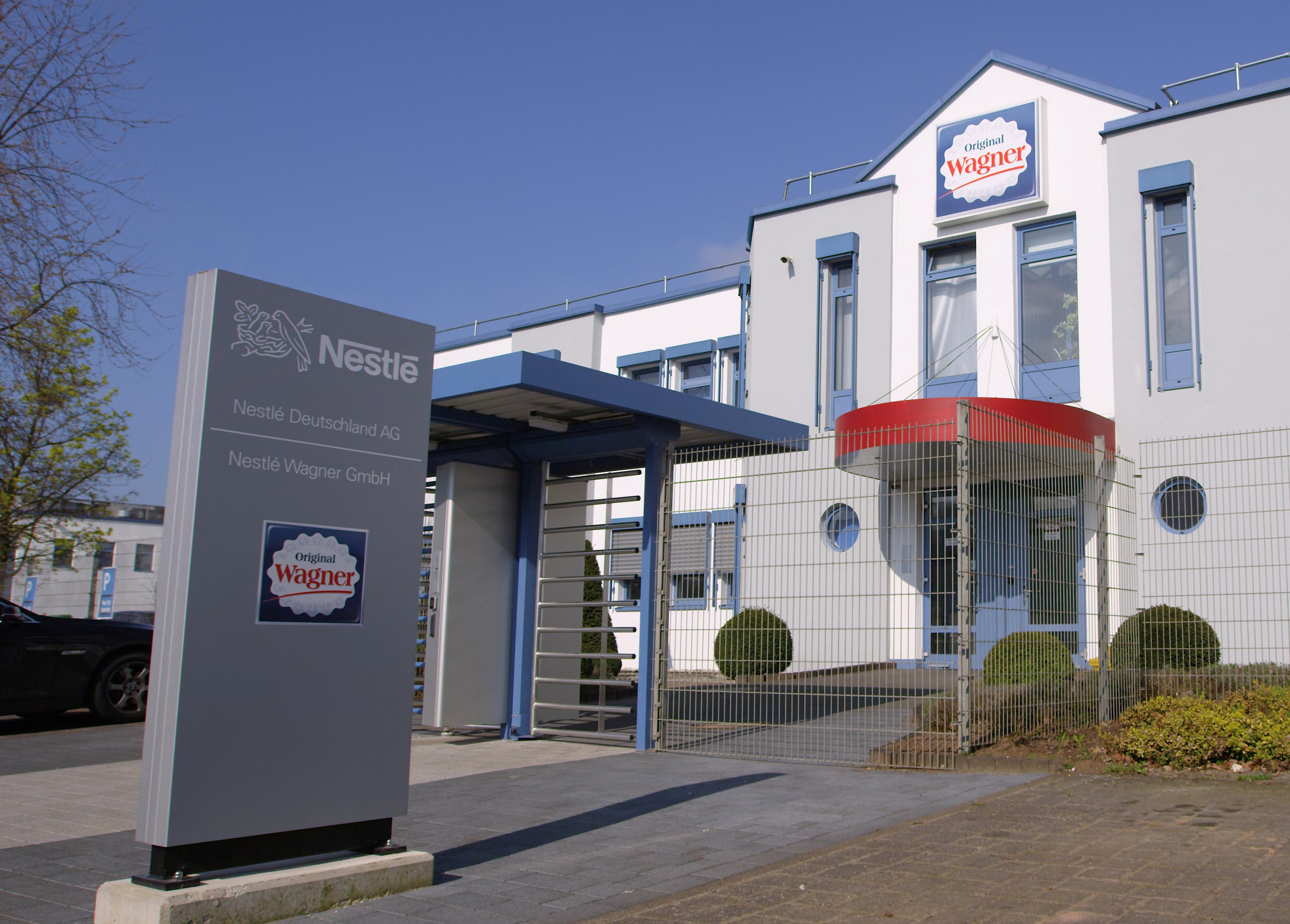
Hauptsitz in Nonnweiler-Otzenhausen

Die Original Wagner Pizza GmbH (vormals: Nestlé Wagner GmbH) ist ein Hersteller von Tiefkühlpizzen und weiteren Tiefkühlprodukten mit Sitz im saarländischen Nonnweiler.
Das Unternehmen gehört zum Joint Venture European Pizza Group des weltgrößten Nahrungsmittelkonzern Nestlé S.A. mit dem französischen Finanzinvestor PAI partners.

## Unternehmensgeschichte

### 1969 bis 1985
Der Bäckermeister Ernst Wagner (1929–1999) gründete 1969 das Unternehmen Wagner Tiefkühlprodukte GmbH. Das Unternehmen erzeugte und vertrieb anfänglich Tiefkühlprodukte im Kochbeutel, Tiefkühlhähnchen und Hochwälder Schwenkbraten, später auch Schnitzel-Varianten. 1971 kam der Geschäftsbereich Fernküche hinzu, der Betriebe im Saarland und in Rheinland-Pfalz belieferte.
Die ersten Pizzen produzierte das Unternehmen 1973, angeregt durch einen Italien-Urlaub der Gründerfamilie. Dieser Produktbereich wuchs stetig, insbesondere nach Aufgabe des Geschäftsbereichs Fernküche (1979). 1978 errichtete das Unternehmen in seinem Werk Braunshausen eine Pizza-Produktionslinie mit Schockfroster. Im selben Werk baute das Unternehmen 1982 eine Produktionslinie. Damals arbeiteten 85 Personen als Fest- und 200 als Teilzeitangestellte für das Unternehmen.

### 1985 bis 1999

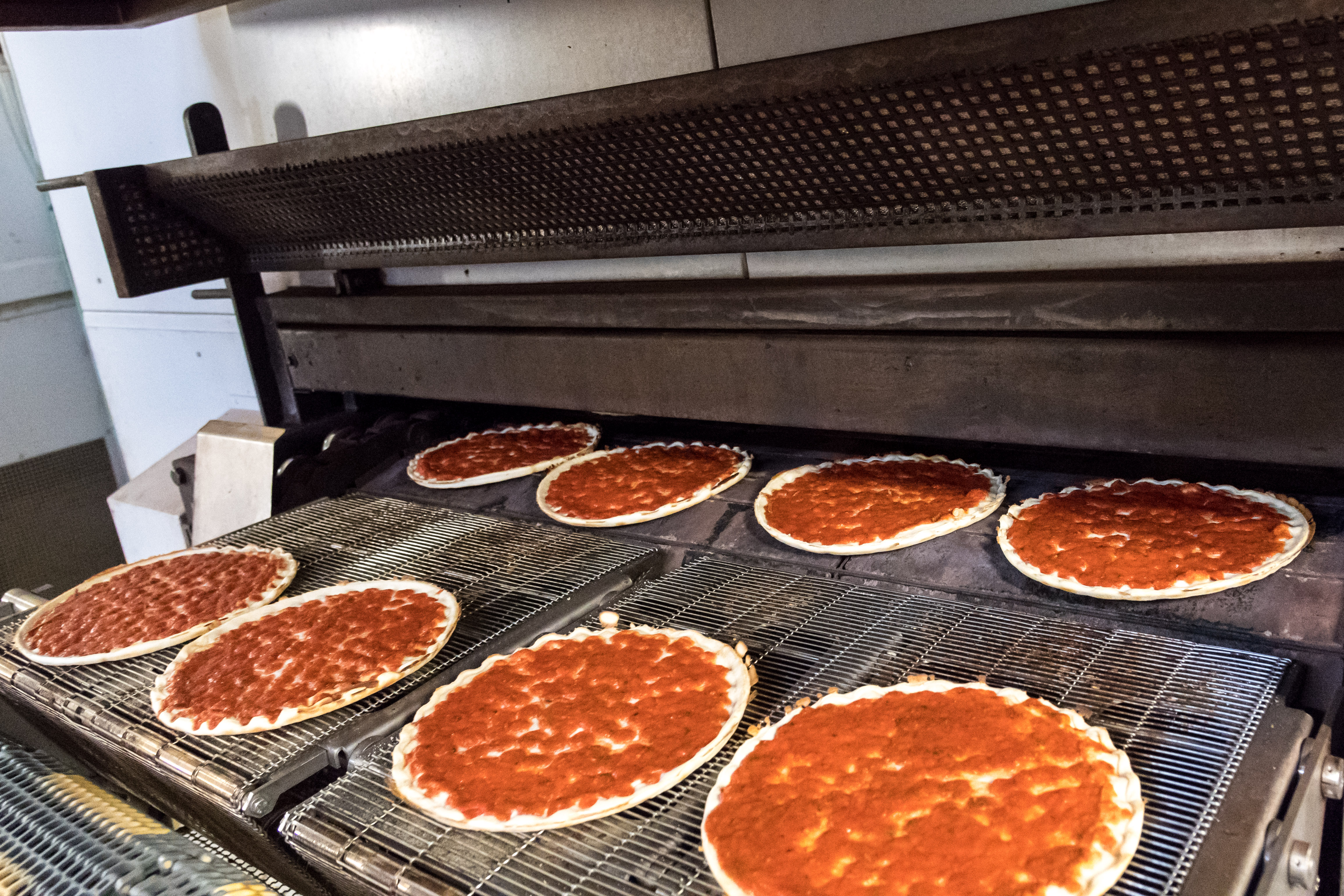
Alter Durchlaufofen zum Vorbacken

1985 nahm das Unternehmen den ersten industriellen Steinbackofen in Betrieb; durch die Verwendung von Backofensteinen aus Vulkangestein wurde ein neues Backverfahren möglich. Im Jahr 1985 war das Unternehmen erstmals auf der Anuga vertreten. Ein Jahr später wurde der Ofen zu einem Durchlaufsteinbackofen weiterentwickelt.
Ausgehend von diesem Steinbackofen und den damit einhergehenden Kapazitätsausweitungen – 1986 errichtete das Unternehmen ein weiteres Werk in Otzenhausen – gelang es, zu einem der führenden Hersteller von Tiefkühlpizzen in Deutschland aufzusteigen. Neben der „Original Steinofen Pizza“ trugen dazu vor allem ab 1995 auch Pizzen nach „Amerikanischer Art“ und ab 1996 Mini-Pizzen, „Original Piccolinis“ genannt, bei. Lag der Marktanteil im ersten Halbjahr 1992 noch bei knapp 17 Prozent, so stieg dieser Wert auf über 27 Prozent im Jahr 1995. 1999 bot das Unternehmen 650 Arbeitsplätze und war damit größter Arbeitgeber der Gemeinde Nonnweiler.

### Seit 2000
Nach dem Tod des Firmengründers übernahmen sein Sohn Günter, seine Tochter Anette Hares und deren Ehemann
Gottfried Hares die Unternehmensführung. Das Unternehmen wuchs weiterhin. Es beschäftigte im Jahr 2002 über 1000 Mitarbeiter.
2005 stieg der Lebensmittelkonzern Nestlé bei Wagner ein und übernahm 49 Prozent der Anteile. Beide Partner hatten Interesse daran, den Export deutlich zu erhöhen. Dies gelang den beiden Unternehmen. Zu Beginn des Jahres 2010 baute Nestlé seinen Anteil am Unternehmen auf 74 Prozent aus. Die Grundsteinlegung eines neuen Werkes im Industriegebiet Münzbachtal in Otzenhausen fand im November 2011 statt. Zum damaligen Zeitpunkt lag die Exportquote bei 36 Prozent. Im August 2013 wurde dieses Werk eröffnet.
Zum Anfang des Folgejahres übernahm Nestlé das Unternehmen vollständig und firmierte es in Nestlé Wagner GmbH um. Durch die Übernahme konnte Nestlé Gewerbesteuer-Einnahmen vor Ort einsparen. Im Jahr 2013 übertrug die Gründerfamilie 4,3 Millionen Euro zur Finanzierung von gemeinnützigen Projekten der Gemeindestiftung Wagner-Tiefkühlprodukte.
2023 lagerte Nestle das europäische Pizzageschäft in ein Joint Venture mit dem französischen Finanzinvestor PAI partners aus. Das Joint Venture agiert unter dem Namen European Pizza Group. Das deutsche Unternehmen wurde umfirmiert zu Original Wagner Pizza.
2020 gehörte die Wagner-Pizza zu den ersten Produkten von Nestlé, die mit einem Nutri-Score ausgezeichnet wurden. Zum 35-jährigen Jubiläum erhielten sie außerdem ein neues Verpackungsdesign.

## Gegenwart des Unternehmens

### Marken
Hauptmarke des Unternehmens ist seit 1998 Original Wagner.

### Produkte
In den Werken des Unternehmens hergestellte Produkte, die ins Ausland geliefert werden, werden dort unter anderen Marken vertrieben, beispielsweise unter Buitoni. Im Bereich der TK-Pizzen ist Wagner zusammen mit Dr. Oetker mit jeweils 30 % Anteil Marktführer in Deutschland.

### Standorte

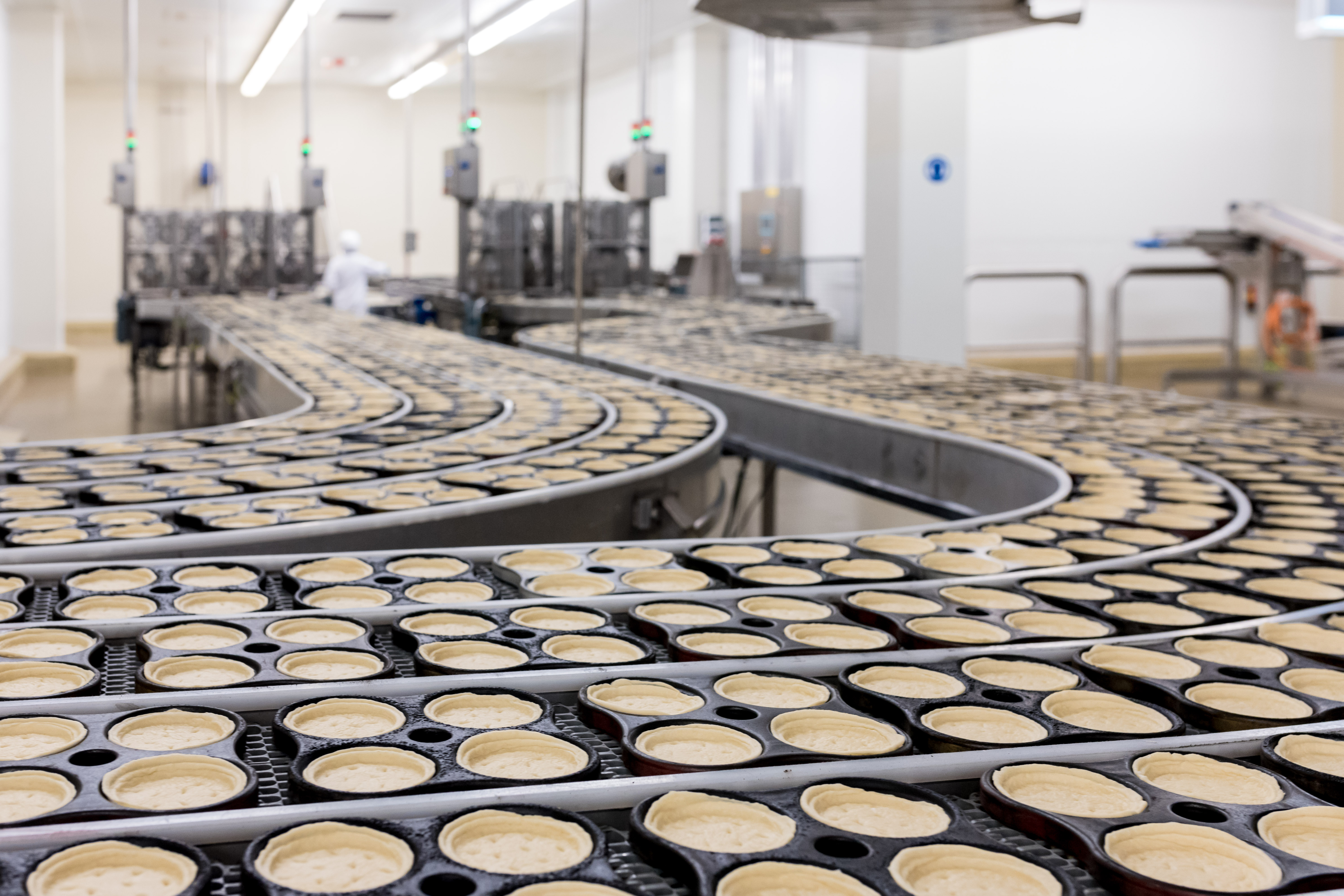
Produktionslinie im Werk Nonnweiler-Otzenhausen

Das Unternehmen hat seinen Sitz in Nonnweiler. Hier sind in den Ortsteilen Nonnweiler-Otzenhausen und Nonnweiler-Braunshausen unter anderem Verwaltung, vier Werke, ein 
Tiefkühllager und ein Logistikzentrum angesiedelt. Ein weiteres Werk der European Pizza Group befindet sich im italienischen Benevento. Ein Buitoni-Werk im nord-französischen Caudry hatte Nestlé 2023 nach einem Hygieneskandal geschlossen.

## Kritik
2019 testete die Dokusendung ZDFzeit die Qualität der Wagner-Fertigpizza im Vergleich zu einer No-Name-Fertigpizza. Dabei fiel auf, dass der Pizzateig aus herkömmlichen Zutaten bestehe und auch der Belag nicht den höheren Preis rechtfertigen würde. Dafür würde für den Käse der teurere Edamer verwendet, bei den Billigprodukten eher Gouda. Im Geschmackstest setzte er sich allerdings gegen seine Konkurrenz durch.
Im Verbrauchermagazin Öko-Test wurde die Pizza „Die Backfrische Salami“ lediglich mit der Note „befriedigend“ ausgezeichnet. Ein Grund war der hohe Salzgehalt, der bei empfindlichen Personen den Blutdruck erhöhen kann. Eine einzelne Pizza würde damit mehr als fünf Sechstel der maximalen Zufuhrempfehlung laut Weltgesundheitsorganisation (WHO) ausmachen. Ein weiterer Abzugsgrund waren die hohen Mineralölrückstände, die nach den Kriterien von Öko-Test „sehr stark erhöht“ seien. Dagegen war die gleiche Pizza 2015 bei Stiftung Warentest Testsieger mit dem Qualitätsurteil „Gut“, wobei das Qualitätsurteil in der Kategorie Schadstoffe sogar sehr gut (1,4) war. Etwas schlechter schnitten die „Original Wagner Steinofen Pizza Salami“ sowie die „Original Wagner Unsere Natur Bio-Steinofen Pizza Salami“ ab, die beide „Gut 2,2“ erhielt.
2023 testete das ZDF ebenfalls die Qualität von Tiefkühlpizzen. Sie befragten dazu ein Labor sowie den Gastronom Francesco Lalazzo und lud 14 Personen zum Geschmackstest. Die Wagner-Pizza landete dabei auf Platz 2 hinter der Ofenfrischen von Dr. Oetker GmbH und vor der Kaufland-Eigenmarke K-Classic. Die Redaktion äußerte aber gesundheitliche Bedenken gegenüber dem Konsum von Fertigpizzen, da alle Produkte über zu hohe Kalorienzahlen verfügten und der Fettgehalt ebenfalls sehr hoch sei.